# H. D. Deve Gowda
Haradanahalli Doddegowda Deve Gowda (en canarés: ಹರದನಹಳ್ಳಿ ದೊಡ್ಡೇಗೌಡ ದೇವೇಗೌಡ, nacido el 18 de mayo de 1933 en Haradanahalli, estado de Mysore hoy Karnataka, India) es un político indio, que ha sido el 14º primer ministro de la República de India (1996-1997) y el 14º ministro en jefe del estado de Karnataka (1994-1996).
Nació en una familia agrícola, ganó su primer escaño en la asamblea del estado de Karnataka en 1962, llegando a ser jefe ministro de Karnataka. A finales de 1970 Deve Gowda agranda su carrera en el partido Janata y fue una importante figura en la reunificación de sucesor, el partido Janata Jal, luego de que el grupo original se separara en 1980.
- Datos: Q377870
- Multimedia: H. D. Deve Gowda / Q377870